# Mali ljudi
Mali ljudi (Little People), ime za sičušne duhove i patuljke kod plemena sjevernoameričkih Indijanaca. Oni stanuju po šumama u blizini pješčanih brežuljaka ili pokraj stijena u blizini vode. Prema Crow Indijancima oni žive na planini Pryor Mountains, a nazivaju ih Nirumbee ili Awwakkule. Mali ljudi mogu biti dobri ili zli. Prikazuje ih se kao dlakave patuljke, ponekad s rogovima. Kod Wampanoaga i Narragansetta Nikommo, za razliku od Nirumbee, koji je neprijatelj ljudima, a nalik je goblinima, ne uzrokuje smrt ili uništenje nego donosi sreću i nadnaravnu pomoć onima koji ih poštuju.
Postoje izvještaji o nalazima grobova s ostacima malenih kostura koji bi se redovito slali na analazu u Smithsonian, a rezultati bi redovito nestajali

## Popis
Lista Malih ljudi:
- Akeki (Achumawi, Atsugewi, Wintu, Shasta)
- Apci'lnic (Innu)
- Atosee (Alabama)
- Je su chin, Black Imps, crni đavolčići (Achumawi)
- Bohpoli (Choctaw)
- Cannibal Dwarves (Hecesiiteihii – Arapaho, Gros Ventre,  Vo'estanehesono –Cheyenne)
- Gahongas (Iroquois)
- Sabawaelnu, Halfway People (Mi'kmaq)
- Kiwolatomuhsis (Maliseet)
- Kowi Anukasha (Choctaw)
- Fastachee, Little Giver (Seminole)
- Lampeqin (Maliseet, Passamaquoddy)
- Lost Elves, Izgubljeni vilenjaci (Caddo)
- Makiawisug (Mohegan)
- Memengwesi (Anishinabe)
- Mikumwess (Wabanaki)
- Mikumwesu (Maliseet)
- Manogames (Wabanaki)
- Mialuka (Omaha)
- Cet'aenn, Monkey People (Ahtena)
- Nagumwasuk (Passamaquoddy)
- Nibiinaabe (Ojibway)
- Nikommo (Wampanoag)
- Nimerigar (Shoshone)
- Nirumbee (Crow)
- Nunne'hi (Cherokee)
- Paisa (Miami)
- Pukwudgie (Ojibwe, Algonquin, Abenaki, Wampanoag, Mohican)
- Squannit (Wampanoag)
- Tonop (Tunica)
- Paakniwat, Water Babies (Paiute, Shoshone, Washo, Achumawi, Cahuilla, Cupeno, Luiseno, Serrano, Yokuts, Salish)
- Wematekan'is (Lenape)
- Wiklatmuj (Mi'kmaq)
- Yehasuri, Wild Indians (Catawba)
- Canotila, Woods Elf (Sioux)
- Yunwi Tsunsdi (Cherokee)